# Bert Söderberg
Herbert (Bert) Ruben Söderberg, född 30 oktober 1907 i Uppsala, död 20 september 1995 i Stockholm, var en svensk målare.
Söderberg var gift med Margit Billing. Söderberg studerade vid Blombergs målarskola i Stockholm. Han medverkade i samlingsutställningar med olika konstföreningar. Hans konst består huvudsakligen av mariner. Söderberg är gravsatt i minneslunden på Kungsholms kyrkogård i Stockholm.